# 書店ガール
『書店ガール』（しょてんガール）は、碧野圭による日本の小説シリーズ。書店を舞台に、女性書店員のコンビを主人公とする職業エンターテインメント小説である。
2007年、単行本『ブックストア・ウォーズ』が新潮社から刊行された。2012年にPHP研究所から文庫化される際に『書店ガール』に改題され、シリーズ2作目からは単行本を経ずに文庫化されている。2012年から2018年にかけて、文庫本全7巻が刊行された。累計で50万部を超えるヒット作となる。
舞台は東京の吉祥寺の書店だが、3作目の『託された一冊』では、主人公の1人の西岡理子が仙台市の老舗書店のリニューアルを任されたこともあり、東日本大震災の被災地である仙台市や東松島市がもう1つの舞台となっている。4作目の『パンと就活』では、主人公の1人の宮崎彩加が沼津市出身であることと取手市に出店する店の店長を任されることから、沼津市や取手市が舞台として登場する。

## 制作背景
碧野圭の処女作「辞めない理由」に次ぐ作品が、改題前の「ブックストア・ウォーズ」である。「辞めない理由」もワーキングマザーを扱った女性が主人公の作品だったが、2作目でも働く女性が主人公の作品を書こうと思っていたとのこと。また、「女性2人の相棒ものを書きたいというアイデアはあった」「だが、ごく一部の例外を除いては男性が主人公で不満だった」と答え、女性の個としての存在が評価されないことの現れへの意見提起の意味合いもあったとも語っている。テレビドラマ化については、「静岡書店大賞 映像化したい文庫部門」で大賞に選ばれてから5日後の出来事で、キャストや脚本家などが次々と決まり、碧野にとってすごい知らせが次々と届くことに呆然とするばかりであったとのこと。4作目で主人公を交代させたことについては、3作目で理子と亜紀が売り場という現場から離れたことから、主人公を変えてもう一度書店の現場の話を書いてみたかったからと答えている。

## あらすじ

### 書店ガール（ブックストア・ウォーズ）
西岡理子は、40歳独身でペガサス書房吉祥寺店の副店長、バイト5年を経て正社員となる。小幡亜紀は、27歳で理子の部下、コミック売り場担当店員で、取引先の会長の孫でコネ入社であるために最初から特別扱いで正社員である。理子は、自由奔放で協調性を欠き、裕福な家庭育ちで、幸せを無自覚に振りまく亜紀を嫌っている。亜紀も提案にダメ出しばかりで、保守的な理子に反発心を抱いている。立場、性格、境遇の違うふたりは対立していた。亜紀は、女子スタッフに人気のある同僚の三田と付き合っていたが、半年前に三田と突然別れて、今の夫である一つ星出版の小幡信光と付き合うようになる。それから女子スタッフとの間の亀裂が深まって嫌がらせが始まる。亜紀の結婚披露パーティーでのトラブル。そして理子と別れた一つ星出版社の柴田が、亜紀への結婚祝いを小包で書店宛に送り、送り主の名前を見た理子が、発作的に開封するなどトラブルが重なる。それでふたりの関係は、さらに悪化する。
やがて理子の店長昇格が決まる。店長就任の初日の朝に父親が、急病で病院に運ばれる事態になり、理子は欠勤する旨を電話でフロア長の畠田に伝えるが、来店した本部の渡部専務に無断欠勤しているように説明される。本部に謝罪に行った際には、半年後の吉祥寺店の閉店決定と複数の店員から理子に人格的な部分に問題があると指摘されていることを告げられる。理子は店に戻り、信用している三田に自分の態度について尋ねてみる。亜紀と以前付き合っていた三田から返ってきたのは、理子が明らかに亜紀に対して感情的で亜紀を嫌っている、亜紀が若くて綺麗で恵まれた境遇にあることに女性スタッフが嫉妬している、という予想外の言葉に愕然とする。その後に理子から閉店の話を聞いた亜紀は、店の危機に一致協力するために理子に休戦を提案し、理子も承諾する。そして店長会議に出席した理子は、新店長としての挨拶の際に売上目標を掲げて、店舗存続のために努力することを宣言し、社長から目標達成すれば店を存続させる確約をもらう。そして理子と亜紀たちの閉店阻止の戦いが始まる。理子は、スタッフの意見を聞くために面談を行い、業績向上のための店舗改善の提案を積極的に採用していくことから始める。一方の亜紀は、何かやりたい思いで事前の相談もせずに、伸光が以前担当していた人気漫画家あがちなおにフェア企画について打診して、フェア期間にサイン会やトークショーまでやる同意も得てしまう。この企画が原因で一つ星出版社内でトラブルを起こしてしまう。フェアのサイン会では、あがちの新刊本が一つ星出版の圧力によって直前まで不足する窮地に陥るものの、柴田やスタッフたち、さらに系列他店からの協力でフェアを無事成功させる。またフロアの垣根を超えた共通企画を行うようになり、ブックフェア「吉祥寺を舞台にした作品」を開催しフェアは盛況のうちに終わる。最終的には、半年間のスタッフ全員の努力と奮闘が実を結び、店長会議で約束した目標を達成することができたので、店の存続を全員が確信する。
社長から直々に報告を聞きたいと言われ、理子は意気揚々と本部に出かける。しかし報告への返答は「閉店は覆らない」であった。理子は食い下がるが、ビルの賃貸の問題や大型書店の新規出店計画などを理由に話を退けられる。なお食い下がる理子は吉祥寺店は1号店で会社の象徴だと口にするが、その言葉とほぼと同時に社長が感情的に口を開き、社長はペガサス書房を仕方なく父親から継いだことと、ペガサス書房の象徴である1号店の吉祥寺店を閉店させたいという自らの意思を表にし、理子を退けたのであった。 閉店が決定したことで理子は辞表を提出し、書店近くの居酒屋でいた。亜紀が合流して自分も辞表を提出したと話す。そして亜紀は、常連客の星野が電話を掛け直してほしいというメモを理子に渡す。電話をかけて戻ってくると、話の内容は、駅前にできる大型書店の店長職への誘いとスタッフを何人連れて来てもよいという内容だったと亜紀に話す。星野は、九州の有名な大型書店の社員であった。結果としては閉店になったが、スタッフ全員は、この半年間の理子の精一杯の頑張りに感謝の念を抱くとともに自分たちが半年間、目標達成のために働き続けたことから満足感と達成感を得ていることに気付くのである。

### 書店ガール2 最強のふたり
理子（42歳）は福岡から進出してきた大型書店「新興堂書店」にスカウトされ入社。一方の亜紀（29歳）も「新興堂書店」に転職し、文芸担当の店員として仕事に励む。亜紀が推薦していた作品が第12回本屋大賞に選ばれてパーティーに出席していたが、貧血で倒れて病院に運ばれる。そして妊娠していることが判明する。伸光は妊娠が判明すると、今まで以上に亜紀に専業主婦のススメを押し付けるようになり、亜紀はこれに猛反発する。店でも亜紀は、無理しないようにと気づかう理子たちが制止するのを無視し、仕事を続けようとする。その最中に、伸光が編集長をしているコミック誌「コミック・ドム」での不適切な描写の掲載が問題となり、回収騒ぎに発展する。引責のため伸光は編集長を辞めることになる。一方で理子は問題のあった「コミック・ドム」の置き場を企画ブースに変更し、不適切描写の根幹にある問題を今一度考える企画として関連書籍とともに販売を継続させた結果、クレーマー処理に追われることになるが、田代の対応で危機を乗り切る。
亜紀と伸光は、精神的なリフレッシュをはかるために盛岡へ旅行し、その地で古本市に立ち寄る。そこでの出来事を通して夫婦の関係を修復させて行き、東京に戻って再会したあがちたちの助言を聞き入れて、伸光は一つ星出版を辞めることを決意する。一方の理子は、清水やペガサス書房時代の常連客との再会を通して、売り場という現場から距離のある管理者のようなポストにいることに違和感を感じたり、かつての部下の尾崎と再会して彼女の勤める店の閉店のことを知り、自分が恵まれた環境で仕事をしていることを痛感する。
その後、亜紀は盛岡の古本市を元ネタに本屋のバザールのようなブックフェアを開催したいと提案。そして理子が奔走して吉祥寺の大小さまざまな書店の人たちを説得し、書店が入居するビルの他のテナント主たちの協力も得て、ブックフェアを開催することになる。フェアのテーマは「50年後に残したい一冊」。フェアの準備の最中、田代は福岡への異動を受け入れる。フェアは無事成功し、田代と理子は互いに別れを惜しむ。亜紀は産休に入って子どもを産む。その後、事務所の大掃除の最中に田代がフェアのために作成したPOPが見つかり、それを受け取った理子は、田代からの想いを知る。

### 書店ガール3 託された一冊
理子は、新たに東日本地区統括エリア・マネージャーとなり、傘下の「櫂文堂書店」仙台店のリニューアル準備を担当するために度々仙台へ出張する。被災以外にリニューアルの失敗という問題を抱えていた店を立て直すため、別の部署に異動していた「仙台のカリスマ書店員」の異名を持つ沢村を店の店長代理に任命。旧来のスタッフも店長の帰還に士気が上がる。一方の亜紀は、半年の産休から復帰したが、新たに経済書を担当することになる。経済書売り場の常連客の広瀬とのトラブル、長男の光弘の子育て、自分の産休時に新たに配属された副店長市川の存在、自分に代わり文芸売り場を任された尾崎の存在、新宿店に併設される本部マーチャン・ダイジング部への異動の話などの大量の悩みを抱え込み、自信喪失気味のうえ、自分に強い憧れを抱く愛奈に押され気味になる。
櫂文堂書店仙台店のリニューアルオープンは盛況で、理子は沢村が自費で常連客に手紙を送るなど見えない努力をしていたことに驚きを隠せなかった。打ち上げの席で理子は、沢村が定期的に東松島に通うことを知って同行を希望する。理子は沢村に連れられて東松島を訪れ、斎藤、加山、芙美子らとの出会いを通して被災地の現状を噛み締める。そして沢村が背負う重い荷物の存在を知り、自分も何かと協力できないかと考える。東京では亜紀を訪ねてきた磐田が、たまたま居合わせた愛奈にも新作のゲラを渡したことで愛奈のやる気に火をつける。愛奈は吉祥寺の書店関係者の会合「吉っ読」に参加する宮崎彩加とともに作品の売り出しに情熱を注ぐようになる。
東京に戻った理子は、芙美子たちが手作りする工芸品を店で売れないかと提案し、それに加えて震災を振り返る企画展の開催も提案する。亜紀は難色を示す市川を説得する。そして震災を振り返る企画展「私たちは忘れない」が開催される。みんなが準備に走り回る最中、沢村が工芸品の納入のためとはいえ突然店を訪れる。そして沢村は理子に1冊の本を預ける。亜紀は、本部マーチャン・ダイジング部への異動を受け入れる。広瀬は亜紀の異動を知りグチりつつも亜紀ならではのまっすぐな接客姿勢を評価し寂しがる。

### 書店ガール4 パンと就活
高梨愛奈は、新興堂書店のアルバイト店員で大学生。周囲が就職活動に対策を練るなか、まったくと言っていいほど就活対策をしていないため、大学の友人たちや母などに心配されている。宮崎彩加は、大学2年の時に駅ビルに入居する書店にバイトで勤め始め、大学卒業と同時に契約社員に昇格し、書店員になって5年目になる。愛奈と彩加はひとつの作品を協力して売り出そうとしたことが縁で、4歳の年齢差と店の垣根を越えて親友になった。
ある日、愛奈は名前のわからない児童書を探している川西を接客、その児童書を探すため奔走する。家庭文庫を開く磯上らの協力を得て児童書の候補を探してきて、川西にその作品を見せる。一方で友人の梨香の誘いを受けてOB訪問に出かけたが、まだ就活に対するはっきりした答えを出せないままでいた。彩加は提案したフェア企画をボツにされるなどしたため、契約社員の中途半端な立ち位置と待遇に不満を抱え、2人の正社員の上司にいらだちを募らせる。そんな中、彩加の正社員への昇格が決まり、それとともに茨城県取手市の取手駅の駅ナカに出店する新店舗の店長に任命される。取手行きに不安を感じる彩加だが、自分を抜擢してくれたのが不満を持っていた店長の国定であり、想像以上に自分が評価されていたことに驚く。国定がお気に入りの池袋駅の駅ナカ書店を見て様々な書店のあり方を知り、取手行きを前向きに考えるようになる。さらに彩加は静岡県沼津市に住む伯母の紀久子が営む「前田書店」のことについて母から相談をされていたため、正社員昇格の報告をするために実家に帰省する時に、直接伯母に詳しい話を聞いてみることにする。沼津には旅行もかねて愛奈も同行することになった。
沼津に着いた2人は紀久子の店を訪れる。紀久子から「前田書店」を隣のパン屋の太田の協力を得て、ブックカフェにリニューアルしようとしていると知らされる。彩加はよそからやってきて伯母と親しくしている太田に不信感を持ち、その気持ちを払拭しきれないまま東京に戻る。東京に戻った彩加は、「前田書店」の店の改装には協力することを決めて取手への引っ越しの作業の最中にメールを使って紀久子に棚卸しなどのアドバイスを送っていたが、紀久子が足を骨折して作業ができなくなってしまったため、彩加はふたたび沼津に飛ぶことになる。そして太田の協力も得て、無事に改装開店に備えての本の整理作業を終えた。その時には、もう彩加の太田に対して抱いていた不信感は消えていた。愛奈は太田と接したことによって気持ちに整理を付けて、書籍関連の業種に就職したいと決めてバイトと就活に励む。愛奈はブックフェア「就活を考える」を企画し、フェアを節目に就活に専念することを決める。そんな節目のフェアに大学の同級生の峻也が現れ、愛奈は峻也に対して密かに想いを寄せ始める。

### 書店ガール5 ラノベとブンガク
宮崎彩加は茨城県取手市の取手駅構内の駅中書店「本の森」の店長となり半年経過。しかし売り上げは悪く、昼間はワンマンオペレーションで気を休める暇はない。そのため昼間のシフトに入れるアルバイトスタッフを募集、消去法で面接時に自らニートであると認めた田中幹を採用する。ある日ライトノベルを探す高校生の客と接して、品物を取り寄せることとなり、品物を融通してもらうため柏市の系列店に行く。柏店の品揃えはラノベなどに力を注いでいて店長の戸塚に「客層にあった品揃え」について意見される。別の常連客からは文芸の品揃えの偏りを指摘され思い悩むが、親戚の法事で沼津から茨城に来ていた太田英司のアドバイスにより、地域に根ざした品揃えに徳化することを決め、彩加のこだわりだった文芸棚を、ラノベはおろかボーイズラブなどのライトな読み物を置くことにしたため、アルバイトスタッフからも驚かれる。
小幡伸光はコミックで有名な出版社共学館の新興ライトノベルレーベル「疾風文庫」の編集長となり、レーベルのPRと新人作家発掘のための新人賞を企画。大賞と佳作の候補も決まり発表の日をまつばかりというところにいたが、佳作受賞者が別の大手レーベルの新人賞に別名義で応募していた作品がより良い賞を受賞したため疾風文庫の賞は辞退したいと言い出し留意に奔走することとなる。さらに伸光の部下の松江和幸が、担当作家にことわりを入れず校正を加えたゲラがそのまま出版物になり、作家から激怒されるだけに止まらず、ネット上でも「原稿書き直し事件」と揶揄され炎上騒ぎとなり、あげくのはてに一部の作家からも疑心の目で見られるようになるなどの事態を引き起こし、疾風文庫は存亡の危機に立たされることとなる。
伸光は、新人賞の大賞作家原滉一の担当となり彼の住む取手に通うようになる。ある日駅の書店に疾風文庫の新刊があることに気づき、事情を聞こうとして彩加に話しかけ、亜紀という共通の知り合いがいることを知り「取手出身の新人作家」の売り出しで協力しようということで話がまとまり、後日、彩加と伸光と原が顔を合わせることになったが、その場面で原滉一が田中幹とバレる。しかし下積み時代に生計が立つまで本に携わる仕事として書店で働くことは珍しいことではないとし、良い宣伝材料になると考えるのであった。彩加も常磐線沿線の系列店と協力し田中の作品を売り出そうと動き始める。東京に戻った伸光は、亜紀の後輩にあたる新興堂書店吉祥寺店ラノベ担当でラノベの売り上げに少なからず影響を与えると言われる書店員近藤和馬を尋ねる。近藤は書店員に宣伝をやらせようとする出版社のやりかたに素直に苦言を訂するが、「作品に罪はない」として田中の作品のゲラを受け取る。
そして、田中（原滉一）のデビュー作『鋼と銀の雨がふる』が発売されると、新人では異例の反応が読書メーターなどのネット上で散見されるようになる。背景には伸光たち、彩加たちによる売り出しのさまざまな企画の他、田中の家族の動きや、取手のバイト仲間のバックアップもあったと言われ、さらに新興堂の近藤の動きがあったからこその新人では異例のヒットにつながったのであった。出版を記念したパーティーが開かれ最後まで残っていた田中の父の間にあった溝を埋める。

## 登場人物

### 書店ガール

#### ペガサス書房 吉祥寺店
西岡理子（にしおか りこ）
仕事一筋40歳独身、父の達人と2人暮らし。ペガサス書房吉祥寺店の副店長兼3階フロアの文芸売り場フロア長で亜紀の直属の上司。バイトで入社して5年かかって正社員になる。一つ星出版の柴田駿介と交際していたが破局。柴田が、書店宛で亜紀に送った結婚祝いの品が入った小包を勝手に開けてしまい、不注意から中身のペアグラスを破損させ、ゴミ置き場に放置してしまう。店長に昇格するが、店長就任の初日の朝に父親が急病で救急車で病院に搬送される事態になり、付き添いのため欠勤する旨を電話で畠田に伝える。しかし本部の渡部専務と山田人事部長に理子の不在を畠田と辻井によって無断欠勤しているように説明される。本部に謝罪に行った際、半年後の吉祥寺店閉店と複数の店員から理子に人格的な部分に問題があるとの報告がされていることを告げられる。本部での店長会議に出席した理子は、新店長としての挨拶に加え目標を掲げて店舗存続のために努力することを宣言し、社長の許可を得る。閉店の危機から脱するために亜紀や部下たちの意見を積極的に聞き入れるようになっていき、店員とともに店舗改善や改革を進めていく。
小幡亜紀 （おばた あき） 旧姓は、北村（きたむら）
27歳。5階フロアのコミック売り場担当の正社員。取引先の文房具メーカー会長の孫娘でコネで入社したために最初から特別扱い。あだ名は「お嬢ちゃん」。アルバイト店員たちを「ちゃん」づけで呼んだりタメ口で接したり、版元に人間との関係も妙に馴れ馴れしく、理子からは反感を買う。女性店員に人気のある三田孝彦と3年間交際していたのにもかかわらず突然捨てて、小幡伸光に走ったことが、女性店員たちの怒りを買い、嫌がらせを受け始める。伸光とは交際半年で結婚する。気が強く思ったことは、上司相手でもはっきりと口に出す。理子から閉店の話を聞き、店の危機を乗り越えるため理子に休戦を申し込む。畠田の後任の5階のフロア長になる。思い立ったら、即行動するタイプ。伸光に事前に相談せずに漫画家・あがちなおのフェア企画に関して打診をし、イベントとしてサイン会やトークショーまでやることになったため、伸光の会社でトラブルになったり、伸光が新雑誌の仕事で多忙なため、一緒に過ごす時間がなくなったりで、夫婦仲が気まずくなっていた。しかしイベント終了後の理子の気配りにより修復する。
野島孝則（のじま たかのり）
ペガサス書房吉祥寺店の店長。社長の甥。理子の店長昇格と同時に本社システム部に異動になる。
三田孝彦 （みた たかひこ）
4階フロアの専門書売り場担当の男子契約社員。優しくて仕事ができるイケメンである。亜紀と交際していたが、伸光と自分とを秤にかける亜紀の姿勢に小幡に惹かれているからだと言って執着もなく亜紀と別れる。理子が店長になった直後の面談で、理子の亜紀に対するこれまでの感情的な態度を強く非難した。理子を店長と認めてない素振りを見せていたが、自ら申し出て拒否していた辻井の後任の4階のフロア長になる。大学生へ通っていたが、引きこもりになって本ばかり読んでいた。バイトに応募して専門書売り場での仕事を評価され、自信を回復した。
尾崎志保 （おざき しほ）
3階フロアの文芸売り場担当。理子の直属の部下であり、亜紀のことを嫌っている。理子の後任として3階のフロア長になる。
畠田芳雄 （はただ よしお）
5階のフロア長。30代後半で独身。辻井とともに本部サイドであり、理子の不利になるような言動をしたことを亜紀に非難され、翌日逃げるように荻窪店に異動する。
辻井亮介 （つじい りょうすけ）
4階のフロア長。30代半ば。畠田とともに本部サイドであり、理子の不利になるような言動をしたことを、亜紀に非難され、辻井とともに荻窪店に異動する。
萩原麻美 （はぎわら まみ）
23歳。5階フロアの学習参考書売り場担当のアルバイト。亜紀が職場で唯一親しい女性。面接時に好きなボーイズラブ（BL）論を熱く語ったが、コミック売り場担当になれなかった。
熊沢ひろみ （くまざわ ひろみ）
4階フロアのビジネス書売り場担当のアルバイト。既婚者で亜紀とも理子ともほどほどの関係を保っている。

#### 一つ星出版
小幡伸光 （おばた のぶみつ）
亜紀の夫。大手出版社の編集長代理。あがちなおの担当編集者としてヒット作を手掛けた功績が認められ、新しいコミック誌の立ち上げを任されており、雑誌が創刊されたら編集長に昇格することが約束されている。三田の存在を知りながら積極的に亜紀にアプローチして交際するようになった。結婚後は保守的な夫婦像を押し付けようとしたり、互いの仕事を巡り亜紀と衝突することが多くなる。
柴田駿介 （しばた しゅんすけ）
営業部次長。亜紀を入社当時から可愛がっている。理子と交際していたが、27歳の部下と二股掛けていて部下の妊娠を機に理子と別れて結婚する。結婚後、地下鉄の出口で待っていた理子を突き飛ばす。飲み会の席では、酔った勢いで理子をストーカー呼ばわりする。漫画家・あがちのイベントの際には、理子からの依頼に応えて不足していた新刊本を融通して店の危機を救ってくれる。
磐田和寛 （いわた かずひろ）
伸光と同期でペガサス書房担当の営業マン。伸光と亜紀の結婚披露パーティの司会を務めた。

#### ペガサス書房本部
社長 （しゃちょう）
ペガサス書房2代目の社長。先代社長の次男。先代の命令で若いころに吉祥寺店で下働きをしていた。吉祥寺店には特別な思いがある。
渡部隆行 （わたなべ たかゆき）
ペガサス書房専務、本部統括担当。上の人間にはへりくだり、下の人間には威張り散らす典型的な嫌な上司。亜紀曰く「悪代官コンビ」の1人。
山田信夫 （やまだ のぶお）
ペガサス書房本部人事部長。「悪代官コンビ」の1人。

#### その他
西岡達人 （にしおか たつと）
理子の父。68歳。3年前に仕事を辞め隠居生活。理子の店長の就任初日の朝に一過性脳虚血発作で倒れ入院する。頑固であり、不摂生な生活をしていたが、退院後は改善する。実は理子の仕事に興味を持ち、仕事ぶりをうれしく思っている。
清水 （しみず）
理子が、小学校のころから通う近所の小さな本屋「一伸堂」店主。理子が、辛いことや落ち込むことがあると訪れる場所が「一伸堂」であり、吉祥寺店閉店の危機に直面した際にも店を訪れたが、理子に閉店することになったと告げる。
あがち なお
漫画家。伸光が、若手時代に担当していたことが縁で一つ星出版のコミック誌に連載を持ち、コミックがテレビアニメ化される売れっ子漫画家である。ペガサス書房で行ったサイン会で双方の担当者だった亜紀と伸光が出会い、交際に発展し結婚したため、自分が2人のキューピットだと自負している。亜紀が企画した書店のフェアのイベントに協力する一方で、一つ星出版の現在の担当編集者との軋轢から出版社主催フェアのサイン会をキャンセルし、亜紀と伸光の夫婦喧嘩の火種となってしまう。
星野三郎（ほしの さぶろう）
理子たちが、クレーマー対処していた際に仲裁に入ってくれる。最後に九州の大型書店の東京進出プロジェクトの担当責任者と判明する。

### 書店ガール2

#### 新興堂書店（2）
西岡理子 （にしおか りこ）
「ペガサス書房」最後の半年の実績が評価されて「吉祥寺の女傑」などの異名を取るが、その言葉だけがひとり歩きしていると謙遜する。福岡から新規出店する「新興堂書店」にスカウトされ、吉祥寺店店長に就任。しかし、自分は管理者の側面が強い立場になっていることには困惑気味。優秀な副店長田代とは互いに想い合うような状態にあったが、田代が妻帯者ということもあり、一線を越えることはなかった。亜紀の妊娠を知った際に、様々な気づかいを行ったり、かつての部下の尾崎や吉祥寺の様々な書店と合同のブックフェアの開催に奮走するなど、部下や周囲を守るために行動する場面が多く訪れる。また書店が入居するビルのテナントオーナーの会合には、「理子を囲む会」の愛称が付くなど、本人が想像している以上に店の外からの人望は高い。
小幡亜紀 （おばた あき）
理子とともに「新興堂書店」に移籍。吉祥寺店文芸担当で自分が推薦していた作品が第12回本屋大賞を受賞する。プレゼンターとして出席していたパーティー会場で貧血で倒れる。身重であるのに無理していたこと指摘され、妊娠していることを知る。自分は仕事と子育てを両立できると大口を叩くが、子育てママの先輩からの助言や伸光に降りかかる困難にともに接することで、母になることの重さを徐々に実感していく。ブックフェアを終えて産休に入り、物語の最後に男の子を出産する。
田代俊介 （たしろ しゅんすけ）
福岡の「新興堂書店」本部から送り込まれてきた吉祥寺店副店長。人文書と社会書の担当。現場のほぼすべての業務に精通し、理子曰く「私よりスタッフからの人望がある」。単身赴任であり、福岡に妻と子どもがいるが、妻との関係があまり上手くいっていない。理子に心酔するような部分もあり、理子周辺の他愛のない噂話までも把握している。異性として想いをよせる部分もあるが、一線は越えなかった。新規出店の新宿店と本部に戻っての福岡店、どちらの店長になるかの選択を迫られ、福岡に帰ることを選んだ。
熊沢ひろみ （くまざわ ひろみ）
「ペガサス書房」からの移籍組。以前は出版社に勤めていたが、子どものことで転職せざるを得なくなったという事情が明らかになる。働く母の先輩として亜紀に厳しくも優しいアドバイスを送る。
萩原麻美 （はぎわら まみ）
「ペガサス書房」からの移籍組。その強すぎる思い入れがあるため、ペガサス時代は担当から外されていたコミックを担当している。
三田隆彦 （みた たかひこ）
「ペガサス書房」からの移籍組。移籍組のなかで理子と亜紀とともに正規社員として雇用された。理工書担当での仕事が評価され、横浜店の開店準備メンバーに選ばれ、異動してフロア長に昇進する。理子曰く「初めて私の部下が栄転した」。

#### 理子の周辺人物
清水 （しみず）
前作で閉店した町の書店「一伸堂」元店主。理子が自分の店を訪れた清水を見つけ「一伸堂」閉店の日を回想した後、理子と彼は吉祥寺の町に赴く。その最中彼は、町の本屋仲間の店に寄りたいと希望し、店主の須賀を理子に紹介する。
須賀 （すが）
サブカル本を中心に扱う「一風堂書店」店主。清水とは町の書店組合での顔なじみ。理子たちが企画したブックフェアには当初難色を示したが、本屋のプライドを刺激され、イベントへの参加を決める。
尾崎志保 （おざき しほ）
「ペガサス書房」の元スタッフで、理子曰く「私の右腕のような存在」で文芸書の担当をしていた。ペガサス書房閉店後、規模の小さい「ブックスミズホ」に誘われ勤めていたが、売り上げが振るわず、店の閉店が決まる。理子が「新興堂書店」に連れて来たかったスタッフの1人。長谷部と同じく品揃えで大手勢にかなわないからという理由から、ブックフェアへの参加に難色を示したが、佐野の妥協案を受け入れてフェアに参加することを決める。理子に店の閉店のことを話した際に、新興堂書店にスカウトされたが、気持ちの整理が付くまで考えたいと回答を保留する。ブックスミズホ閉店後に一度帰省するが、物語の最後に新興堂の契約社員募集に履歴書を送って来ていることが判明する。
宮崎彩加 （みやざき あやか）
駅ビルに入居する大手書店の書店員。初対面の理子に「ペガサス書房に通っていた」などと話し、理子に一目置く部分がある。とてもおっとりした口調だが、理子たちが主催したブックフェアへの参加を店の上司に打診したり、話し合いの席で長谷部の店への評価をストレートに口にするなど、気の強い一面がある。フェアでは震災開催の書籍などを選書する。
浜本 （はまもと）
サンロードの中規模書店の店長。ブックフェアに向けての話し合いでは、中立的なポジション。フェアでは児童書のブースを担当。
長谷部 （はせべ）
駅前の「くるみ書房」の店主。町の書店組合の理事。ブックフェアの開催には賛成だが、品揃えの都合を理由に参加を辞退しかけるが、宮崎の店に対するある指摘を聞いたことによって、本屋のプライドを刺激されてフェア参加を決める。
佐野和彦 （さの かずひこ）
南口にある大型の書店の文芸担当。吉祥寺の書店関係者の会合「吉っ読」にも積極的に参加している。ブックフェアの開催にも協力的で、フェアの選書などについてあっけらかんとした意見を述べた結果、話し合いをまとめるきっかけを作る。
相沢 （あいざわ）
書店と同じビルに入居するDIY工具店のオーナー。通称「理子を囲む会」の常連で最大の理子シンパとの噂がある。理子たちが主催したブックフェアへの協力を打診される。

#### 亜紀の周辺人物
小幡伸光 （おばた のぶみつ）
亜紀の妊娠を知り、今まで以上に保守的な夫婦像を押し付け、夫婦の関係はささくれ立つ。しかしその最中に編集長を務めていたコミック誌「コミック・ドム」が、不適切描写による回収騒ぎが起こり、その引責で編集長を辞めさせられ、出版管理部に左遷される。自分と亜紀のリフレッシュをかねて出かけた盛岡で立ち寄った古本市で、自分が最初に携わった作品と再会したり、友人の漫画家あがちたちの後押しをきっかけに、亜紀との関係は修復する。そして一つ星出版を辞めることを決意する。
佐野秀美 （さの ひでみ）
亜紀の大学時代の友人。働きながら子どもを育てるワーキング・マザー。亜紀が、妊娠したことや仕事も続けたいことなどを彼女に相談する。1冊の育児関連の本を亜紀に教える。
あがち なお
伸光の左遷を気にかけ、伸光らを励まそうと漫画家仲間と「お疲れさん会」を企画するが、一つ星出版に邪魔をされる。しかし亜紀のFacebookに連絡先を書き、そこから亜紀が電話をかけて連絡を取り、偶然を装い伸光と再会する。そこで伸光に一つ星出版を辞め、別の出版社に移籍するよう進める。

#### その他の人物
小原翔介 （おはら しょうすけ）
漫画家。「コミック・ドム」の回収騒ぎのきっかけの差別的表現の描かれた作品を書いた張本人。しかし自身に非はなく一つ星出版の方が悪いと、一方的な内容を自分のブログに書きなぐるなどの行為を行ったため、同業者からの評判は悪い。
南部 （なんぶ）
「コミック・ドム」副編集長。伸光の後任で編集長に昇格。しかしあがちたちは回収騒ぎの裏には南部の暗躍があり、伸光を編集長から引きずり下ろしたかったのではないかと疑っている。

### 書店ガール3

#### 新興堂書店（3）
西岡理子 （にしおか りこ）
新興堂書店吉祥寺店の店長と東日本地区統括エリアマネージャーを兼任。新興堂書店の傘下となった仙台の老舗「櫂文堂書店」仙台店のリニューアル担当となり東京と仙台を行ったり来たりする。老舗の復活のために沢村を「櫂文堂書店」仙台店の店長代理に任命する。沢村との交流から被災地仙台とその周辺の実状を知り、何か力になれないかと考えるようになり、震災を振り返るブックフェアを開催し、そこで芙美子たちの作る工芸品も一緒に店で売ることができるのではないかと提案する。業務のため東京を訪れた沢村から1冊の本を処分してくれと頼まれるが、沢村にこの本は私が預かると告げる。
小幡亜紀 （おばた あき）
長男の光弘を出産後、予定通り半年の産休から復帰。しかし産休中に店はいろいろと変化し、文芸担当には尾崎が入っていたため、まったく予備知識のない経済書担当となる。新たな副店長の市川との関係もあまりうまく行かず、うるさ型の常連広瀬とのやり取りでも悩み、子育てでの苦労も重なって自信を失いかける。そんなボロボロの自分を慕う後輩の愛奈のあり余るやる気に押され気味。理子や夫の伸光などとの相談の末、新宿店に併設される本部のMD（マーチャン・ダイジング）部への移動を受け入れ、流通の現場で働くことを決意する。
市川智紀 （いちかわ とものり）
田代の後任で配属された吉祥寺店副店長。東日本大震災の日は名古屋店で勤務していた。震災に関しては大阪に住んでいたことがあり、阪神淡路大震災が時間とともに風化していくことに接しているため、少し引いた考え。経済書の知識が豊富で亜紀の指導役となるが、普段からやや口のききかたがキレイではない。感情的になるとさらに拍車がかかるため、亜紀とは激しい言い争いなり、「文芸のやり方がキライ」と口にすることもあった。しかし責任感は高く、急病などで欠員が出ると自ら率先して出勤するなど、下のスタッフからは「口は悪いけど意外といい人」と評価されている。
尾崎志保 （おざき しほ）
理子の説得により新興堂書店で働くことを決め、産休中の亜紀の代わりに文芸担当となった。亜紀の復帰後も引き続き文芸を担当することになる。
高梨愛奈 （たかなし まな）
大学2年のバイト店員。文芸担当。大学の就活セミナーで講演した亜紀に憧れ、新興堂でバイトすることを決意。直接の上司の尾崎よりも亜紀に師事し相談を持ちかける。亜紀と居合わせたことで磐田から新作のゲラを受け取り、その作品を売り出すため行動するようになる。亜紀の代わりに震災企画展の準備に向けて、現地におもむき写真撮影などの資料制作を請け負う。若さゆえのあり余る情熱と行動力は、理子と市川いわく「小幡2世」。
上野義人 （うえの よしと）
新興堂書店九州北部エリアマネージャー。理子が櫂文堂書店のリニューアル担当となる際に、外部から来た人間の立ち振る舞いについてアドバイスした。

#### 櫂文堂書店
沢村稔 （さわむら みのる）
「櫂文堂書店」仙台店店長代理。バツイチだが子どもはいない。以前にも店長だった時代があり、「仙台のイケメン書店員」と呼ばれ地元のメディアにもよく出演していたが、会社の代替わりのイザコザで外商部へ飛ばされていた。店の立て直しのために理子により店長代理に任命される。旧来の店のスタッフは「店長」と呼び、彼の現場復帰を喜んだ。週に一度、東松島まで通って図書館の手伝いなどのボランティア活動などをしている。最初は寡黙であまり仕事以外の話をしようとしなかったが、理子を東松島に連れて行ったことにより、震災の日としばらくの出来事のすべてを理子に話す。版元の書店員会議に出席するため東京に来た際に、震災企画展の業務をかねて新興堂を訪れ、震災時に背負った様々な荷物のなかから1冊の本を理子に預ける。
津村好子 （つむら よしこ）
「櫂文堂書店」総務担当。勤続30年のベテランで、沢村がバイトで働き始めたころからのほぼすべての出来事を知っている。やや口が軽いところがあり、必要以上に沢村の過去を理子にしゃべってしまう場面もあった。

#### その他亜紀周辺の人物
小幡伸光 （おばた のぶみつ）
一つ星出版を辞めて共学館に移籍。コミックを担当していたが、会社の鶴の一声で立ち上げが決まったライトノベル担当となることが決まる。以前のような保守的な夫婦像はなりをひそめ、息子の光弘の保育園の出迎えやオムツ変えなどを積極的に行うなどイクメンの側面を見せている。
宮崎彩加 （みやざき あやか）
駅ビルに入居する大手書店の書店員。吉祥寺の書店の書店員が集う「吉っ読」に精力的に参加する。愛奈とともにひとりの若手作家の作品を売り込もうとしていて、書店の垣根を越えて協力関係を築いている。
磐田和寛 （いわた かずひろ）
一つ星出版営業部の営業マン。同期の伸光のことが気になり亜紀を訪ねたと同時に亜紀と愛奈にこれから売り出す予定の作品のゲラを渡す。
広瀬 （ひろせ）
新興堂書店吉祥寺店経済書売り場の常連客。不慣れな亜紀にわざと絡むような態度を取るが、実は他の店員にはない亜紀ならではの、まっすぐな対応とその仕事の成長を楽しみにしていた。
舞 （まい）
亜紀の5歳上の従姉。亜紀にとっては働くママの先輩だったが、震災の日を境に働く意欲が失せ専業主婦になった。

#### 東松島関連の人物
斎藤 （さいとう）
東松島の町の書店「攻文堂」の店主の妻。震災に遭いボロボロになった店の片付けを、たまたま通りかかった沢村が手伝ったことで親交ができる。
加山典孝 （かやま のりたか）
東松島市図書館副館長。沢村がある1冊の本を彼に渡し図書館へ返却しようとするが、その本の深い意味を知っていたため受け取りを断った。
小出芙美子 （こいで ふみこ）
沢村の別れた妻、優美子の母。足が悪い。震災の日は車の中にいたため一命をとりとめた。仮設住宅暮らしで、仮設住宅の住人仲間としおりなどの工芸品を作って少ない収入を得ている。
小出優美子 （こいで ゆみこ）
沢村の別れた妻。沢村とは店員と客の関係で出会う。沢村とは本を通して愛を深めて結婚したが、結婚後は仕事上「本に囚われる」沢村と子どもを持つかで揉めてすれちがい気味になり、母が足を悪くしたため実家に介護に通うようになるとすれちがいはさらに大きくなり、結局離婚となった。実家に戻り地元の図書館で働き始めていて、図書館からある1冊の本を借りていた。震災の日は母を避難させるため家に戻り、母と荷物を車に乗せていたが、津波に流される。

### 書店ガール4
高梨愛奈 （たかなし まな）
新興堂書店吉祥寺店のアルバイト店員で文芸担当で大学生。小幡亜紀に強い憧れを持って店でバイトを始めた。書籍関連の業種に就職したいと思っているが梨香たち友人には本音で話せないでいる。友人たちからは天然ボケと思われている。店で接客した川西のため名前のわからない児童書を探すため奔走する。彩加に同行して沼津を訪れた際に太田と出会ったことで太田に想いを寄せたがその後の彩加の想いの変化に気づいて失恋。しかし太田の人柄に触れ迷いを断ち切り就活に前向きに取り組む覚悟を決める。店でのトラブルが重なって気落ちしたが彩加に叱咤されやる気を取り戻し、企画と提案をしたブックフェア「就活を考える」が採用されそのフェアの開催が自分のバイト生活の集大成となった。物語の最後でフェアを見るため店にやって来た峻也に会い想いを寄せ始める。
宮崎彩加 （みやざき あやか）
駅ビルに入居する書店の書店員で文庫担当。静岡県沼津市出身。西岡理子に憧れていて理子の店で働く愛奈を少しうらやましく思うことがある。大学2年の時にバイトで勤め始め大学卒業の時に契約社員に昇格して書店員になって5年目。3ヶ月前にすれちがいから彼氏と別れたばかり。隙間ポジションの契約社員という立場にいらだちを持ちつつあった。正社員への昇格と取手店の店長に任命された際に、上司の国定に評価されていたことに気づく。地元の伯母の営む店「前田書店」をブックカフェにリニューアルする計画を聞き、死んだ伯父の手がけた店を変えてしまうこととよそ者の太田へ不信感からリニューアルに難色を示したがひとまず協力することを決める。しかし伯母が骨折し作業ができなくなったため沼津に飛びリニューアルに向けての作業を行うことになり、その作業を手伝ってくれた太田と打ち解けて想いを寄せるようになる。気落ちする愛奈に厳しい言葉を突きつけて叱咤激励した。『下妻物語』が自身にとって大切な1冊とのことで取手行きの話を聞いた当初は真っ先に劇中に登場するヤンキーなどの描写を思い浮かべてしまった。

#### 愛奈の周辺人物
川西紗保 （かわにし さほ）
名前のわからない児童書を探し新興堂書店を訪れた客。最初に探して来た作品は彼女の探していた物ではなかった。そのため愛奈は彼女の連絡先を聞きその後も作品を探し続け、彼女に探していた本当の作品を見つけ彼女に渡す。子宮筋腫を患っていて入院生活を前に探していた作品に出会えたことに感動し愛奈に感謝する。後に彼女の夫が愛奈を訪ねて来た時に子宮癌だったと判明する。夫が持って来た手紙には愛奈が本を探してくれたことなどに深くお礼をし、元気になったらまた店に行くと誓いの言葉をつづっている。
高梨祐子 （たかなし ゆうこ）
愛奈の母。ミステリと向田邦子が好きで読書家としても愛奈のよき理解者。就活に悩む娘にさまざまなアドバイスを送る。自分は結果的に専業主婦になったが女性が社会に進出することに肯定的。高梨家では彼女がリアリスト型。
高梨慶一 （たかなし けいいち）
愛奈の父。酒造メーカーの営業マンで出張で全国を飛び回ることが多くなり家に帰って来ることが少なくなった。娘の就活に対しては妻の祐子とは異なる考えを持つ。
磯上（いそがみ）
愛奈が子どものころ通っていた街の家庭文庫「おひさま文庫」を開いている人物。川西の探す児童書のことに詳しそうな人として祐子が愛奈に磯上に聞いてみたらどうかと話し磯上の元を訪れることになる。
平井梨香 （ひらい りか）
愛奈の大学の同級生で仲の良い四人グループのメンバー。就活に出遅れ気味の愛奈を心配してOB訪問に誘い出す。自分はグループ内の友野祐也と付き合っているためフリー同士の愛奈と峻也を引きつけようとする。
佐々木峻也 （ささき しゅんや）
愛奈の大学の同級生で四人グループのメンバー。家庭教師のアルバイトをしていて吉祥寺に通っている。愛奈の手がけたフェアを見に来たところを愛奈に見られ彼女に想われつつあり彼も愛奈を想っている様子。
尾崎志保 （おざき しほ）
新興堂書店吉祥寺店文芸担当。正社員に昇格している。愛奈の直属の上司として時には厳しい指導をすることもある。
市川智紀 （いちかわ とものり）
新興堂書店吉祥寺店副店長。相変わらず「口が悪いが実はいい人」。愛奈の企画したフェアに渋い顔をしつつフェアの開催が決まると意外な選書で愛奈を驚かせる。
西岡理子 （にしおか りこ）
新興堂書店吉祥寺店の店長兼東日本地区統括エリア・マネージャー。クレーマー対応に追われる愛奈を助けるため強い姿勢で相手に接してこれを退ける。彩加が「吉祥寺の女傑」と呼び強く憧れる存在でもある。
小幡亜紀 （おばた あき）
新興堂書店本部マーチャン・ダイジング部勤務。愛奈が強く憧れる存在。愛奈が企画と提案をしたフェアのために本部側でさまざまな交渉などを担当した。フェアの準備中に愛奈に会った時に、自分は「コネ入社」だったことを前置きした上で愛奈の就活にアドバイスを送った。

#### 彩加の周辺人物（4）
国定幹生 （くにさだ みきお）
彩加の勤める書店の店長。会社の関東地区エリア長に昇進する。彩加が正社員に昇格し取手店の店長に抜擢されたのはエリア長になる彼の強いプッシュがあった。他店の良い部分を吸収しようとする努力家で、特に学生時代から通う池袋駅の駅中書店のさまざまな手法を気に入っている。
日下部茂彦 （くさかべ しげひこ）
彩加の店でのもう1人の上司。文芸と文庫の担当。事なかれ主義な所があり彩加いわく「やる気クラッシャー」。
村上拓海 （むらかみ たくみ）
池袋駅の駅中に出店する書店の店長。国定は彼の手がけた駅中書店に彩加を連れて行き彩加に任せる取手店のお手本になる店と紹介する。田舎に飛ばされると思っていた彩加のモチベーションを上げる存在になる。
宮崎久美子 （みやざき くみこ）
彩加の母。沼津でひとり暮らし。義兄が亡くなり姉の紀久子が1人で切り盛りする「前田書店」のことで相談あると娘に電話をする。自身は座骨神経痛がひどく姉の店を手伝えないでいる。
前田紀久子 （まえだ きくこ）
彩加の伯母。久美子の姉。半年前に夫が亡くなり残された「前田書店」を1人で切り盛りしている。隣のパン屋の太田と協力して店をブックカフェにリニューアルしようとしていて、姪の彩加に手伝ってもらえないかと考え久美子に話しを仲介をしてもらう。店のリニューアルの作業中に右足の小指を骨折してしまう。
太田英司 （おおた えいじ）
沼津の「前田書店」と隣でトルコのパン専門店「窯焼きパン lezzetli （レゼットリ）」を営む。商店街を活性化させようとしていて紀久子の店にブックカフェへのリニューアルの企画を持ち込む。以前は企業に勤務していて「儲けることが正しい」と信じていたが、渡航先のトルコで出会ったパン職人の師匠の言葉を聞き、その考えを改めたとのことで愛奈はこの話しに共感し彼に想いを寄せた。一方で彩加には「よそから来た人」だからと警戒されていたが「前田書店」のリニューアルの際に手伝いをしたことで理解を深め最終的に彼女から想いを寄せられつつある。

### 書店ガール5
宮崎彩加（みやざき あやか）
「本の森」取手店店長。店にこだわりの文芸棚を配置するなど工夫を凝らすが売り上げには直結せず、昼間のワンマンオペレーション時に万引き騒ぎも頻発し疲弊気味。サラリーマン風の常連客の純文学の知識の深さに触れ、天狗の鼻を折られるように文学への浅い関わりに気づかされる。太田の助言もあり、こだわりの棚を撤去して店をリニューアルしようとしたり、スタッフ用の連絡ノートで今の店について素直に意見を出してほしいと希望するなど店を良くするための努力は惜しまない。田中が伸光たちが売り出そうとする新人作家原滉一であると知ると、系列店の店長たちと協力して「常磐線書店員の会」の推薦本に田中の作品を選んで売り出しの後押しをする。沼津の女子校に通っていた時代は、ボーイズラブに傾倒し、コミケに足繁く通うほどの腐女子だったが、東京の共学の大学に進学しその過去を黒歴史にして、書店で働き始めたことから堅いめの本を読む人という仮面をかぶるようになったという。
小幡伸光（おばた のぶみつ）
共学館、ライトノベルレーベル「疾風文庫」編集長。もともとはコミック部門の担当として勤め始めるが会社の鶴の一声で設立されたラノベ部門担当となり、新興レーベルである疾風文庫のPRと新人発掘のために新人賞を企画。契約社員の多い部下たちのやり取りに悩まされることもあるが、最終的にはみんなで協力してものごとを解決しようとする。原稿書き直し事件の当事者である松江の辞意を受理せず作家に関わらない部署で慰留させるなどの思いやりもある。田中の作品の売り出しについては妻の亜紀一度は無理な話を持ちかけるが、結局は亜紀の名前を使わず自ら新興堂に足を運び近藤に頭を下げることで近藤に誠意を伝えた。
田中幹（たなか つよし）
6年間在籍した大学を退学した後、実家に戻りニート生活をしていたが、携帯電話の支払いを止められてその料金を工面するため彩加の店のバイト募集に応募し、消去法で採用され働き始めるが、声は小さいなど彩加からの評価は高くなかったが、コミックやラノベの知識で彩加を助ける。一方で、勢いで書いた作品を「原滉一」のペンネームで疾風文庫の新人賞に応募し大賞を受賞する。伸光には書店でのバイトのこと、彩加と自分の家族には小説のことをそれぞれ秘密にしていた。そのため伸光が、彩加を同席させ原滉一を紹介しようとする場面で期待の新人作家・原滉一が取手駅の書店のバイト・田中幹だとバレることになる。デビューを記念したパーティーの席で長年わだかまりのあった父との溝を埋める。

#### 彩加周辺の人物（5）
高梨愛奈（たかなし まな）
新興堂書店吉祥寺店の元アルバイト店員。書店への就職はかなわなかったが、新興堂時代の就活フェアを取り上げた新聞記事が決め手となり出身中学の司書教員としての採用が決まる。
戸塚健太（とつか けんた）
彩加の店の系列店の柏店店長。会社の本屋大賞参加スタッフのひとり。しかし彼の仕切る柏店は本屋大賞とは無縁そうなラノベやボカロ本が目立つ所に陳列されている。彩加は彼をひそかに「柏のムーミン」と呼ぶ。
三浦由季奈（みうら ゆきな）
彩加の店で働く学生アルバイト。お洒落が関心事のように見えるが実はかなりのBL好きで、彩加がこだわりの文芸棚を片付け「女子のための本棚」を作った際に驚きと共に自分のBL好きもカミングアウトする。田中の作品のゲラを読み「BLのにおいがする」などと分析・評価し、売り出しにも協力する。
宮里香南（みやざと かな）
彩加の店のアルバイト店員。ケータイ小説が好きで、店のリニューアルに協力する際に彩加に「文学的な本しかダメ。やたら難しい本知っていてそういう本しか仕入れない人だと思っていた」と指摘した。
太田英司（おおた えいじ）
彩加の恋人。沼津でトルコパンの店を営む。親戚の法事で水戸の叔父の家に泊まっていたが、相続と墓や仏壇の管理、そして自分の職業についとあれやこれやと言われたためしびれを切らし予定を変えて帰路に付く途中に彩加の店に寄る。彩加を食事に誘い、その席で自分の経験に基づく地域への関わりかたを語り、結果的に彩加に助言を与えることとなる。

#### 伸光周辺の人物
小幡亜紀（おばた あき）
伸光の妻。新興堂書店本部マーチャンダイジング部勤務。3歳になった息子光洋（みつひろ）に親バカ的に接する。伸光が田中の作品の売り出しの時に、ペガサス書房時代のあがちなおのサイン会のことを引き合いに出され協力をせがまれるも、やんわりと退け吉祥寺店の後輩の近藤の名前だけを教える。
松江和幸（まつえ かずゆき）
疾風文庫の編集者。複数のベテラン作家を担当している。ベテランの1人本多光流の原稿を勝手に校正した物がそのまま品物になり「原稿書き直し事件」としてネット上で炎上。責任を取って編集部を辞めようとするが伸光に留意され作家に関わらないホームページの管理業務などを担当することになるが、伸光にナイショで同僚たちと協力して新人賞の落選者やコンピューターゲームのシナリオ作家などから小説を書けそうな人材を探し文庫存亡の危機に対応しようとしていた。
森野哲平（もりの てっぺい）
疾風文庫編集部では珍しい正社員の編集者。世田谷育ちのおぼっちゃま体質でとてもおおらかな性格。正社員という立場とおおらかな性格が合わさるゆえ他の契約社員との意見のズレもあるようで伸光の悩みのタネになることも。
本多光流（ほんだ ひかる）
ベテラン作家。デビュー作がそれなりにヒットしたがその後はあまりパッとしないまま現在に至る。原稿書き直し事件の被害者であり、自分に断りなく原稿に赤字を入れたことについて怒りをあらわにする。
木下（きのした）
共学館営業部勤務。伸光が希望した人物の代わりに疾風文庫担当になるが、高校時代は「涼宮ハルヒシリーズ」は読んでいたとのことで、伸光は適任者が配属されたと考えた。吉祥寺時代の彩加と面識がある。
近藤和馬（こんどう かずま）
新興堂書店吉祥寺店ライトノベル担当。SNSを駆使して他店の書店員などと交流を持ち作品の売り上げを左右させているため、その影響力は複数の出版社が目を付けるほど。独自のラノベの哲学を持ち、自分に宣伝してもらおうとゲラを置いて行く編集者たちには嫌気を差しつつある。伸光が訪ねて来た際は突き放すような対応を取るが、伸光が亜紀の夫であることを出さずに正面からアプローチしてきたことについては後に「見直した」と答えている。

#### 田中家
田中汰一（たなか たいち）
幹の弟で高校生。彩加の店でラノベを探した人物でもある。兄が店で働くようになると同級生らを店に連れてきて売り上げに貢献するようになる。
母親
専業主婦。息子の様子が気になり店を訪れる。涙もろい一片を覗かせたり、父にひどい口をきいた幹を公衆の面前でビンタするなど感情の起伏が激しい。
父親
高校教師。ニートになった息子と亀裂があるが、息子の意志と反する進路を押し付けたことについては彼のあやまちでもある。自身もかつて「原滉一」のペンネームで純文学の同人活動をしたが、なまじ商業誌に掲載されたことと、子どもを授かり家庭を支えなければならなくなり作家として生きる道をあきらめた経緯があるため、息子が小説家になることについては懐疑的だった。息子がかつての自分のペンネームを使い小説家になろうとしていたことはデビュー記念パーティーの時まで知らなかった。彩加の店を訪れる純文学好きの常連客でもあった。

### 作中に登場する企業など
企業
ペガサス書房
先代の社長がバーやキャバレーなどの経営で成功し財をなした後立ち上げた部門。都下に20店舗ほどのチェーン店を展開している、吉祥寺店は1号店。男尊女卑の激しい体質の企業（理子が店長になるまで女性店長が存在したことがなく、女性社員の採用も亜紀のようなコネでもない限り皆無である）。
一つ星出版
コミック誌や若年男性向け雑誌などのライトな読み物を中心に売上を伸ばす新興出版社。文芸部門の底上げにも力を注いでいるしかしあがちたち漫画家や作家などからは社内の体質に問題があると指摘がある。
新興堂書店
福岡に本店を置き西日本地域から出店エリアを広げている大型書店。吉祥寺に関東進出最初の店を出店、その後関東圏に3店舗の支店を持ち、新宿に4店舗目の支店をオープンさせ本部機能の一部も福岡から異動し併設される。宮城県の老舗櫂文堂書店を傘下に加え出店範囲を東日本地域に拡大させている。
櫂文堂書店
新興堂書店の傘下に加わった東北の老舗書店チェーン仙台に本店を置き東北地方に4店舗の支店を持つ、震災で石巻にあった支店は津波に流され閉店し、多賀城の店も大きなダメージを負った。ほかにも、社長の交代時に行ったリニューアルが失敗になり売上を大幅に落としていた。

グループ
吉っ読
きっちよむと読む。吉祥寺の書店の関係者の集まり。書店の店員だけではなく出版社の人間も顔を出し店や会社の垣根を超え交流を深めている。

## 作中に登場する本
書店が舞台ということから、新旧さまざまなジャンルの本が劇中に多数登場する。すべては列挙できないので、代表的なもののみを挙げる。
書店ガール
『キッチン』（吉本ばなな）
理子が高校3年生の時に清水の店で薦められ、出会った1冊。この時の理子は母の病気で大学進学をあきらめなければならず気落ちしていて、作中の母の病気の部分を読み悲しみの気持ちを吐き出し、母の病気や短大進学への進路変更などに向き合う覚悟を持った。

書店ガール2
『愛するということ』（エーリヒ・フロム）
田代がブックフェアのテーマ「50年後に残したい一冊」に合わせて選書した作品。フェアが終わった後、田代の手書きのPOPが理子の手元にわたり、そのPOPの作品紹介などの文面を見て理子は田代からの想いの言葉を伝え知る。

書店ガール3
『愛のゆくえ』（リチャード・ブローティガン）
副題の「託された一冊」はこの作品である。沢村が優美子にすすめた1冊。沢村と優美子は作中の2人のカップルのように混沌とした生活に飲み込まれた。震災の後、優美子の遺品となった東松島の図書館から借りていた本が沢村の元に渡る、沢村は図書館には新たに本を購入して返却し、優美子のゆかりの本は手放せずにいた。そしてすべてを打ち明けた理子にこの本を預けることになる。

書店ガール4
『ケティ物語』『すてきなケティ』（クーリッジ）
川西が探し求めていた「名前のわからない外国の女の子が主人公の作品」の答えが小学館の「児童文学 全集 全五十巻」に収録されていた『ケティ物語』である。愛奈は後にポプラ社から出版された『すてきなケティ』を手に入れ川西に渡した。川西が小学5年生の時ケガをして入院した時に読んだ作品で、作中の主人公のケティと自分を重ね合わせケティを見習い母を思いやるようになった。川西は子宮筋腫（後に子宮癌と判明）を患い子宮を摘出する手術を受けるため入院することとなり気持ちを整理するためにどうしてもこの作品を思い出したかった。
書店ガール5
『朝が来る』（辻村深月）
彩加が純文学好きの常連客に進めた一冊。この客とのやり取りで彩加は自分が文学好きとしては浅い部類に入ることに気づかされる。

## 書籍情報
- 『ブックストア・ウォーズ』 新潮社、2007年10月発売、ISBN 978-4-10-305671-3
- 『書店ガール』 PHP研究所〈PHP文芸文庫〉、全7巻
  1. 『書店ガール』、2012年3月14日発売[58]、ISBN 978-4-569-67815-3
  2. 『書店ガール2 最強のふたり』、2013年3月15日発売[59]、ISBN 978-4-569-67964-8
  3. 『書店ガール3 託された一冊』、2014年5月8日発売[60]、ISBN 978-4-569-76184-8
  4. 『書店ガール4 パンと就活』、2015年5月8日発売[61]、ISBN 978-4-569-76356-9
  5. 『書店ガール5 ラノベとブンガク』、2016年5月6日発売[62]、ISBN 978-4-569-76554-9
  6. 『書店ガール6 遅れて来た客』、2017年7月7日発売[63]、ISBN 978-4-569-76735-2
  7. 『書店ガール7 旅立ち』、2018年9月7日発売[64]、ISBN 978-4-569-76854-0

## テレビドラマ
『戦う!書店ガール』（たたかう しょてんガール）のタイトルで、2015年4月14日から6月9日までカンテレ（関西テレビ）制作・フジテレビ系「火曜10時枠」で放送された。主演は渡辺麻友（当時AKB48）と稲森いずみの二人。
原作との相違点として原作では亜紀は27歳の新婚で夫が出版社の小幡という設定だが、ドラマでは23歳の未婚の設定になっている。日下や屋良部などドラマ独自のキャストも登場する。その他の人物設定も変更点が多く、特に三田、萩原、尾崎の人物設定は、原作から大きく変更されている。
書店内のシーンの撮影は、実在の「ジュンク堂書店・吉祥寺店」で営業時間外の深夜に行われた。
当初は全10話を予定していたが、低視聴率の影響により1話短縮され全9話となった。ちなみに後番組の『HEAT』はさらに苦戦することとなる。
2015年9月16日に番組DVD-BOXが発売された。

### キャスト

#### ペガサス書房 吉祥寺店
北村亜紀（きたむら あき）〈23〉
演 - 渡辺麻友 （AKB48）
コミック担当店員（当初は児童書担当を志望していた）。新宿店から異動してきた、祖父が取引先の文具メーカー会長であるコネ入社のお嬢様。当初は三田に好意を寄せていたが失恋、その後小幡と付き合い始める。小幡が自分のキャリアを犠牲にしてまで、彼女の店を助けてくれようとしたことに心を痛めるものの、理子の助言を聞いて自分の気持ちを小幡に伝えることができ、心機一転する。吉祥寺店閉店後、ユニコーン堂に移り、小幡と結婚する。しばらくしてユニコーン堂を退職し、理子の書店を手伝いに押しかける。
西岡理子（にしおか りこ）〈40〉
演 - 稲森いずみ
副店長→店長。独身で父と二人暮らし。柴田と以前に付き合っていた。店長に昇格後、本店で吉祥寺店の7月閉店を告げられ、一時は挫折しつつも店長として閉店阻止のためにスタッフとともに売り上げ増加に取り組む。田代に告白され、吉祥寺店のピンチを陰で助けてくれたり、自分を想う気持ちを痛いほど感じたが、田代に自ら別れの言葉を告げる。閉店後はペガサス書房を退職し、やがて自分の書店を開く。
三田孝彦（みた たかひこ）〈26〉
演 - 千葉雄大
児童書担当店員。理子の元部下で、かつては三軒茶屋店にいたが、異動で吉祥寺店に戻ってきた。理子のことが好きで、閉店の事実を知って挫折した理子を元気づけるために好きだと告白する。そして吉祥寺店の閉店まで団結して奮闘する。閉店後はユニコーン堂丸の内店に移る。
萩原麻美（はぎわら まみ）〈25〉
演 - 鈴木ちなみ
店員（文芸書担当→学習参考書担当）。閉店後はユニコーン堂鎌倉店に移る。
日下圭一郎（くさか けいいちろう）〈24〉
演 - 伊野尾慧（Hey! Say! JUMP）
店員（雑誌担当→文芸書担当）。閉店後はユニコーン堂宇都宮店に移る。
遠野由香 （とおの ゆか）
演 - 木﨑ゆりあ （AKB48）
店員（学習参考書担当→雑誌担当）。閉店後はユニコーン堂甲府店に移る。
尾崎志保（おざき しほ）〈44〉
演 - 濱田マリ
レジ担当店員。関西弁で話す。理子のよき相談相手である。閉店後はユニコーン堂中野店に移る。
畠田 芳雄 （はたけだ よしお）
演 - 森岡豊
経理担当店員。閉店後はユニコーン堂本社に移る。
野島孝則（のじま たかのり）〈50〉
演 - 木下ほうか
店長→東京地区エリアマネージャー。谷田部社長の親戚。マネージャー就任後、店長の理子に厳しく対応するとともに、社長の意向に沿うように策略をめぐらせている。

#### ペガサス書房 本店
谷田部二郎（やたべ じろう）
演 - 山中崇
社長。店舗と人員の削減を実行しようとしている。
山田信二（やまだ しんじ）
演 - みのすけ
専務。

#### 一ツ星出版
小幡伸光（おばた のぶみつ）〈29〉
演 - 大東駿介
「コミックヒート」副編集長→総務部。亜紀に一目惚れする。1度目のプロポーズは、亜紀が三田のことを忘れられず断られてしまう。2度目は亜紀が快諾し、亜紀と付き合い始める。閉店の危機に陥った吉祥寺店を救うべく、自身が担当しているあがちなおのペガサス書房とのブックカバーキャンペーンを独断で進めた責任を取らされ、総務部へ異動となる。編集部へ復帰するために仕事に意欲的に取り組む。その後、亜紀と結婚する。
柴田駿介（しばた しゅんすけ）
演 - 長谷川朝晴（第1話・第2話）
営業部担当。理子と付き合っていたが、23歳の女性を妊娠させた責任を取って、理子と別れる。
植松高弘（うえまつ たかひろ）
演 - 池田鉄洋（第7話・第8話）
「コミックヒート」編集長。

#### 沖縄料理店「わらゆん」
屋良部守（やらべ まもる）〈47〉
演 - マキタスポーツ
「わらゆん」の店主。理子とは開店以来の古い付き合い。
飯野隆史（いいの たかし）
演 - 足立理
アルバイト店員。

#### ユニコーン堂
田代敏之（たしろ としゆき）〈43〉
演 - 田辺誠一
ペガサス書房のライバル書店・ユニコーン堂東京支社の社員。妻子と別居し福岡から上京して間もないころに「わらゆん」で理子と知り合う。理子をユニコーン堂へ誘うが、断られる。理子のことが好きであり、陰からも応援している。妻子がいることを理子に言えずにいたが、それを偶然知った三田に詰め寄られ、覚悟を決めて真実を打ち明ける決意をする。しかしその直後理子に呼び出され、別れの言葉を告げられる。その後、三田の口から吉祥寺店の閉店を知り、職を失った吉祥寺店の店員全員をユニコーン堂に誘う。そしてその後、妻子のいる福岡へ帰る。第2作に登場する田代俊介にあたる人物。

#### その他
西岡達人（にしおか たつと）〈65〉
演 - 井上順
理子の父。せんべい店を営んでいたが、今は隠居生活に入っている。脳梗塞になって入院するが、無事に退院し再びせんべいを作り始める。
高田愛子（たかだ あいこ）
演 - 工藤綾乃
ブックカフェ店員。
あがちなお
演 - 浅利陽介（第3話・第6-8話）
ファンタジー漫画「FLY HIGH!」などの話題作を持つ人気漫画家。小幡がスター作家に育て上げた。小幡の紹介で出会って以降、亜紀と親しくなる。小幡の異動に抗議し編集部に押しかけ「小幡君を編集部に戻さないなら一ツ星出版を撤退する」と言い出すが、偶然居合わせた小幡に止められる。

#### ゲスト
第1話
アリー
演 - 橋本じゅん
処女作の小説を書いた人気のオネエタレント。亜紀の祖父が営む文具会社の人気商品のイメージキャラクター。
マネージャー
演 - 山本圭祐
アリーのマネージャー。
第3話
万引き犯
演 - 大竹浩一
吉祥寺店で頻繁に出没している万引き常習犯。
第4話
声優
演 - ささきのぞみ、荒川美穂、北沢力
こどもの日の地元商店街との共同イベントで行われた人気漫画『怪獣メダル』の新刊コミックの朗読イベントに出演したアニメ声優。
青木
演 - 黒木辰哉
ペガサス書房三軒茶屋店にいた頃の三田の後輩。田代にスカウトされてユニコーン堂に移った。

### スタッフ
- 原作 - 碧野圭『書店ガール』シリーズ（PHP文芸文庫）
- 脚本 - 渡辺千穂
- 主題歌 - 渡辺麻友 「出逢いの続き」（Sony Music Records）
- 挿入歌 - SOLIDEMO 「Girlfriend」（avex trax）
- 音楽 - 横山克
- 撮影 - 小林純一、田中浩一
- 照明 - 北條誠
- 音声 - 福部博国
- 映像 - 沖田祐貴
- 編集 - 矢野数馬
- OPタイトル - 熊本直樹
- 音響効果 - 松田紗織
- 編成 - 南口博孝/太田大（フジテレビ）
- 宣伝 - 岡光寛子
- 広告 - 宮内覚
- 技術協力 - 東通
- 美術協力 - フジアール
- 協力 - 丸善ジュンク堂書店
- 演出 - 白木啓一郎、木内健人、市川豊
- プロデューサー - 山下有為、沖貴子、松井洋子
- 制作著作 - カンテレ

### 放送日程
| 各話                                                      | 放送日  | サブタイトル                                      | ラテ欄                                           | 演出       | 視聴率 |
| --------------------------------------------------------- | ------- | ------------------------------------------------- | ------------------------------------------------ | ---------- | ------ |
| 第1話                                                     | 4月14日 | 「本」を愛する 最強のふたり激突!!                 | まゆゆ&稲森!本を愛する2人が激突                  | 白木啓一郎 | 6.2%   |
| 第2話                                                     | 4月21日 | 諦めない!恋も、仕事も… アラフォー女子、逆襲開始!! | アラフォー女が彼氏を寝取られた!?20代女と直接対決 | 白木啓一郎 | 6.4%   |
| 第3話                                                     | 4月28日 | 愛憎のスパイラル! 亜紀と理子を襲う、罠!!          | 万引き男に土下座!?年下男を襲った悲劇             | 木内健人   | 4.6%   |
| 第4話                                                     | 5月05日 | 守るべきプライド… 亜紀と理子が背負う、責任!!      | 暴走娘が総スカン…女上司が差し出す手              | 木内健人   | 4.7%   |
| 第5話                                                     | 5月12日 | 新たな恋、仕事、そして 彼女らにのし掛かる、現実。 | 女性店長誕生の裏に渦巻く男達の嫉妬!?             | 白木啓一郎 | 5.0%   |
| 第6話                                                     | 5月19日 | 閉店決定!!分裂の危機!! 最強のふたりが下した決断。 | 男の策略…試される女性リーダーの資質              | 白木啓一郎 | 3.6%   |
| 第7話                                                     | 5月26日 | 宣戦布告!! ふたりの前に立ちはだかる「最低条件」   | 大切な人のために…人生を賭けた決断!!              | 木内健人   | 3.3%   |
| 第8話                                                     | 6月02日 | すれ違う思い…。 亜紀が掴み取るべき、「未来」。    | 私は何もできない…突きつけられた代償              | 白木啓一郎 | 3.7%   |
| 最終話                                                    | 6月09日 | 閉店か?存続か? ふたりを巡る運命の、「瞬間」。     | 閉店か存続か…仕事と恋の最終決戦!!                | 白木啓一郎 | 4.7%   |
| 平均視聴率 4.8%（視聴率は関東地区・ビデオリサーチ社調べ） |         |                                                   |                                                  |            |        |

| カンテレ（関西テレビ）制作・フジテレビ系 火曜10時枠連続ドラマ | カンテレ（関西テレビ）制作・フジテレビ系 火曜10時枠連続ドラマ | カンテレ（関西テレビ）制作・フジテレビ系 火曜10時枠連続ドラマ |
| 前番組                                                        | 番組名                                                        | 次番組                                                        |
| ------------------------------------------------------------- | ------------------------------------------------------------- | ------------------------------------------------------------- |
| 銭の戦争 （2015年1月6日 - 3月17日）                           | 戦う!書店ガール （2015年4月14日 - 6月9日）                    | HEAT （2015年7月7日 - 9月1日）                                |